# Alpioniscus dispersus
Alpioniscus dispersus är en kräftdjursart som först beskrevs av Emil Racoviţă 1907.  Alpioniscus dispersus ingår i släktet Alpioniscus och familjen Trichoniscidae. Inga underarter finns listade i Catalogue of Life.